# Пушкаш, Ференц
Фе́ренц Пу́шкаш (венг. Puskás Ferenc, имя при рождении Фе́ренц Пу́рцельд Би́ро (венг. Purczeld Bíró Ferenc); 1 апреля 1927, Будапешт, Венгрия — 17 ноября 2006, там же) — венгерский и испанский футболист, нападающий, один из игроков венгерской «Золотой команды», участник чемпионатов мира 1954 (в составе сборной Венгрии) и 1962 (в составе сборной Испании) годов.
По опросу МФФИИС занимает 6-е место среди лучших футболистов мира XX века. Занимает 7-е место среди лучших игроков XX века по версии журнала World Soccer. Занимает 6-е место среди лучших игроков XX века по версии Guerin Sportivo. Занимает 7-е место среди лучших игроков за всю историю футбола по версии журнала Placar. Занимает 7 место среди лучших игроков XX века по версии France Football. Входит в список 50-ти лучших игроков XX века по версии Planete Foot. Входит в список лучших игроков в истории футбола по версии Voetbal International.
Ференц Пушкаш ещё при жизни был признан лучшим венгерским футболистом всех времён. Имя Ференца Пушкаша носят два стадиона в Будапеште и футбольная команда. Приз лучшего гола года по версии ФИФА носит имя футболиста.

## Клубная карьера

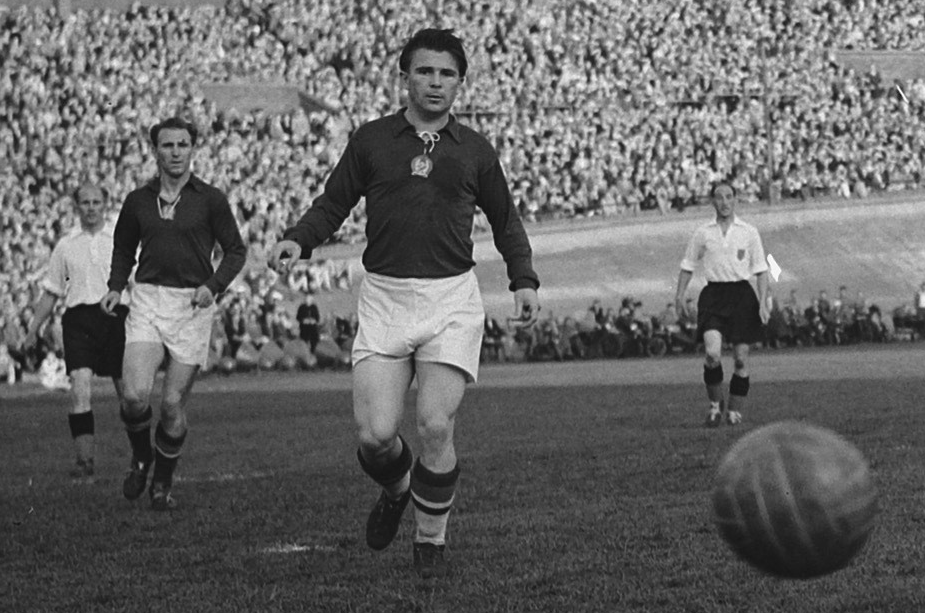
Пушкаш в 1954 году

Ференц Пушкаш родился в бедной семье Ференца Пурцельда, являвшегося дунайским швабом. Сам Пушкаш родился 1 апреля в госпитале на улице Ужоки, однако всю свою жизнь он отмечал день рождения 2 апреля, так как документы были подписаны именно этим днём. Отец Пушкаша (11 мая 1903 — 12 июня 1952) сам был футболистом, играл за «Кишпешт», а затем работал в клубе помощником тренера. Его мать, Маргит Биро (21 декабря 1904 — 21 апреля 1976) работала швеёй. Немецкую фамилию Пурцельд было решено сменить в 1937 году из-за усиления националистических настроений в венгерском обществе, связанных с деятельностью тогдашнего венгерского лидера Хорти. Более того, семья Пурцельдов полностью отказалась от использования немецкого языка даже в повседневном общении. Также у Ференца была сестра — Ева.
Первые годы Пушкаш провёл в небольшом доме в будапештском районе, расположенном около тренировочного поля «Кишпешта», где жило много молодых семей, имеющих большое количество детей. Там же Ференц стал играть в футбол; часто мяч делался из тряпок, после чего дети уходили в соседний район Грундиг и проводили там по 10 часов в день. Одним из соседей и лучших друзей Пушкаша был Йожеф Божик. В возрасте 12 лет Божик стал игроком молодёжной команды «Кишпешта». Узнав об этом, Пушкаш, которому было 10, умолял работника клуба принять поддельное свидетельство о рождении на имя Миклоша Ковача, родившегося в 1925 году, утверждая, что он, сын бывшего игрока клуба, талантлив, как отец в юности. Клуб принял Пушкаша и не пожалел: уже в 15 лет Ференц под именем двадцатилетнего гражданина Милоша Ковача был призван в основную команду клуба. А 5 декабря 1943 года он дебютировал в основном составе команды в матче с «Орадей», так как часть игроков основы клуба поразила эпидемия гриппа. Уже в третьей игре в основе, 12 декабря, Пушкаш забил свой первый гол во взрослом футболе. В 1949 году «Кишпешт» был переименован в «Гонвед», и с 1 декабря 1949 года Пушкаш стал военнослужащим венгерской армии.
В декабре 1953 года награждён орденом Труда «за достижения в области футбола и ряд одержанных побед» и за победу над сборной Англии в выездной товарищеской игре.
После подавления венгерского восстания 1956 года эмигрировал в Испанию, где больше года не выступал на высоком уровне, пока не подписал контракт с мадридским «Реалом», за который и выступал с 1958 по 1967 года. Также он принял испанское подданство, что позволило ему выступать за сборную этой страны.
— Если не ошибаюсь, Пушкаша не хотели брать в «Реал»?
— Ференц был немолод. 31 год по тем временам – всё равно что 41 сейчас. Восприятие одинаковое. Но Эмиль [Остерехер] терпеливо «обрабатывал» Бернабеу, легендарного президента «Реала»: «Возьмите Пушкаша, не пожалеете». Тот кривил рот: «Да он старый, 30 кило лишнего веса…». Но Остерехер не сдавался: «Ференц очень хочет к вам» — притом что в действительности Ференц уже ничего не хотел и всерьёз подумывал завязать с футболом. Пушкаша, наоборот, Эмиль убеждал, что Бернабеу мечтает видеть его в своей команде.Шандор Варга
За сборные Венгрии и Испании сыграл 89 матчей, забил 84 гола, в высших лигах Венгрии и Испании сыграл 534 матча, забил 512 голов.
Олимпийский чемпион 1952 года. Пятикратный чемпион Венгрии, пятикратный чемпион Испании. Трёхкратный обладатель Кубка европейских чемпионов (1959, 1960, 1966).
Объявлен ФИФА лучшим бомбардиром XX века. В октябре 2009 года ФИФА учредила ежегодный приз Ференца Пушкаша автору самого красивого гола.
Тренерские достижения: финалист Кубка европейских чемпионов (1971, «Панатинаикос»), двукратный чемпион Греции (1970, 1972, «Панатинаикос»), обладатель кубка Греции (1979, АЕК Афины), чемпион Австралии (1991, «Саут Мельбурн Эллас»).
В 1981 году Пушкаша официально пригласили в Венгрию, где он не был 25 лет. Прежде всего он посетил могилы своих родителей в Кишпеште. В его честь был устроен показательный матч на «Непштадионе», где собралось более 60 тысяч зрителей.
В 1993 году окончательно вернулся в Венгрию, некоторое время был главным тренером национальной команды. За год до этого, в сентябре 1992 Пушкаш был окончательно реабилитирован венгерским правительством и произведен в подполковники. В 2002 году будапештский «Непштадион» был при жизни переименован в его честь.
Ференц скончался в 2006 году от пневмонии после шести лет болезни Альцгеймера; похоронен с национальными почестями в базилике Святого Иштвана в Будапеште. Посмертно ему было присвоено звание бригадного генерала.

### Семья
Был женат, жена Эржбет занималась гандболом в клубе «Кишпешт». Поженились они в 1950 году в кишпештской Церкви Богородицы. Со своей супругой Пушкаш прожил 56 лет, вместе они воспитали дочь Анико (1952—2011).

## Карьера в сборной
В 1945 году в дебютном матче сборной у Ференца появилось первое прозвище: игроки стали называть его «Пушкаш Эчинек» (венг. Puskás Öcsinek), означавшего «Дружочек Пушкаш».
На чемпионате мира 1954 года сборная Венгрии была непобедима — обыграла последовательно: сборную Южной Кореи со счётом 9:0, сборную ФРГ со счётом 8:3, в четвертьфинале сборную Бразилии со счетом 4:2, в полуфинале сборную Уругвая со счетом 4:2 и дошла до финала, где должна была сыграть с той же сборной Германии, которую до этого разгромила на групповом этапе, но проиграла со счётом 2:3, а Ференц Пушкаш за весь чемпионат мира забил 4 гола. Больше Ференц Пушкаш в составе сборной Венгрии не побывал ни на одном чемпионате мира, но после переезда в Испанию получил подданство этой страны и возможность играть за сборную, поэтому провёл чемпионат мира 1962 года в составе сборной Испании. На турнире 1962 года Пушкаш не забил ни одного гола.

## Достижения в качестве игрока

### Командные
«Гонвед» (Будапешт)
- Чемпион Венгрии (5): 1949/50, 1950, 1952, 1954, 1955

«Реал Мадрид»
- Чемпион Примеры (5): 1960/61, 1961/62, 1962/63, 1963/64, 1964/65
- Обладатель Кубка Испании: 1961/62
- Обладатель Кубка европейских чемпионов (3): 1958/59, 1959/60, 1965/66
- Обладатель Межконтинентального кубка: 1960

Сборная Венгрии
- Чемпион Олимпийских игр: 1952
- Вице-чемпион мира: 1954
- Чемпион Балкан и Центральной Европы: 1947
- Обладатель Кубка Центральной Европы: 1953

### Личные
- Лучший венгерский футболист XX века
- Лучший бомбардир чемпионата Венгрии (4): 1948, 1949/50, 1950, 1953
- Лучший бомбардир чемпионата Испании (4): 1960, 1961, 1963, 1964
- Лучший бомбардир Кубка европейских чемпионов (2): 1960, 1964
- Лучший бомбардир Кубка Балкан: 1948[31]
- Лучший бомбардир Кубка Центральной Европы: 1953
- Лучший бомбардир в истории сборной Венгрии: 84 гола
- Лучший бомбардир в истории «Гонведа»: 396 голов
- Рекордсмен «Гонведа» по количеству голов в сезоне: 50 голов
- Входит в список ФИФА 100
- Golden Foot: 2006 (в номинации «Легенды футбола»)
- Включён в список лучших футболистов XX века по версии World Soccer

## Достижения в качестве тренера
- Финалист Кубка европейских чемпионов 1971 года
- Чемпион Греции 1970, 1971 годов
- Обладатель Кубка Греции 1979 года
- Чемпион Парагвая 1986 года
- Чемпион Австралии 1991 года

## Статистика выступлений

### Обзор карьеры
| Команда                 | Период           | Официальные матчи | Официальные матчи | Неофициальные матчи | Неофициальные матчи | Итого    | Итого    |
| Команда                 | Период           | Игры              | Голы              | Игры                | Голы                | Игры     | Голы     |
| ----------------------- | ---------------- | ----------------- | ----------------- | ------------------- | ------------------- | -------- | -------- |
| Гонвед                  | 1943—1957        | 389               | 396               | 190                 | 335                 | 579      | 731      |
| Кишпешт II              | 1943             | 3                 | 4                 | 0                   | 0                   | 3        | 4        |
| Гонвед (резерв)         | 1943—1956        | 9                 | 28                | 0                   | 0                   | 9        | 28       |
| Реал Мадрид             | 1958—1967 1969   | 262               | 242               | 112                 | 89                  | 374      | 331      |
| Венгрия                 | 1945—1956        | 85                | 84                | 137                 | 291                 | 222      | 375      |
| Венгрия (прочие матчи)  | 1949—1956        | 8                 | 14                | 0                   | 0                   | 8        | 14       |
| Венгрия (студ.)         | 1949—1951        | 5                 | 7                 | 0                   | 0                   | 5        | 7        |
| Испания                 | 1961—1962        | 4                 | 0                 | 3                   | 7                   | 7        | 7        |
| Сборная Будапешта       | 1945—1956        | 20                | 19                | см. выше            | см. выше            | см. выше | см. выше |
| Сборная Будапешта (юн.) | 1942—1944        | 1                 | 1                 | 7                   | 9                   | 8        | 10       |
| Сборная ФИФА            | 1963—1965        | 2                 | 2                 | 0                   | 0                   | 2        | 2        |
| Сборная Кастилии        | 1963             | 1                 | 2                 | 0                   | 0                   | 1        | 2        |
| Сборная иностранцев     | 1966             | 1                 | 0                 | 0                   | 0                   | 1        | 0        |
| Ференцварош             | 1947             | -                 | -                 | 9                   | 9                   | 9        | 9        |
| Венгерские эмигранты    | 1957             | -                 | -                 | 7+                  | 11+                 | 7+       | 11+      |
| Пезопорикос             | 1957             | -                 | -                 | 7                   | 9                   | 7        | 9        |
| Прочие                  | 1956—1967        | -                 | -                 | 8                   | 8                   | 8        | 8        |
| Всего за карьеру        | Всего за карьеру | 790               | 799               | 480+                | 768+                | 1270+    | 1567+    |

### Клубная карьера
| Клуб                   | Сезон            | Лига | Лига | Кубки | Кубки | Еврокубки | Еврокубки | Прочие | Прочие | Итого | Итого |
| Клуб                   | Сезон            | Игры | Голы | Игры  | Голы  | Игры      | Голы      | Игры   | Голы   | Игры  | Голы  |
| ---------------------- | ---------------- | ---- | ---- | ----- | ----- | --------- | --------- | ------ | ------ | ----- | ----- |
| Кишпешт II (фарм-клуб) | 1943/44          | 3    | 4    | 0     | 0     | -         | -         | 0      | 0      | 3     | 4     |
| Кишпешт II (фарм-клуб) | Итого            | 3    | 4    | 0     | 0     | 0         | 0         | 0      | 0      | 3     | 4     |
| Гонвед                 | 1943/44          | 18   | 7    | 1     | 0     | -         | -         | 0      | 0      | 19    | 7     |
| Гонвед                 | 1944/45          | 4    | 3    | -     | -     | -         | -         | 3      | 0      | 7     | 3     |
| Гонвед                 | 1944             | 9    | 4    | -     | -     | -         | -         | 0      | 0      | 9     | 4     |
| Гонвед                 | 1945             | 20   | 10   | -     | -     | -         | -         | 0      | 0      | 20    | 10    |
| Гонвед                 | 1945/46          | 34   | 36   | -     | -     | -         | -         | 0      | 0      | 34    | 36    |
| Гонвед                 | 1946/47          | 29   | 32   | -     | -     | -         | -         | 3      | 3      | 32    | 35    |
| Гонвед                 | 1947/48          | 31   | 50   | -     | -     | -         | -         | 0      | 0      | 31    | 50    |
| Гонвед                 | 1948/49          | 28   | 46   | -     | -     | -         | -         | 2      | 3      | 30    | 49    |
| Гонвед                 | 1949/50          | 30   | 31   | -     | -     | -         | -         | 1      | 1      | 31    | 32    |
| Гонвед                 | 1950             | 15   | 25   | -     | -     | -         | -         | 5      | 4      | 20    | 29    |
| Гонвед                 | 1951             | 21   | 21   | 2     | 4     | -         | -         | 7      | 3      | 30    | 28    |
| Гонвед                 | 1952             | 26   | 22   | 3     | 12    | -         | -         | 0      | 0      | 29    | 34    |
| Гонвед                 | 1953             | 26   | 27   | -     | -     | -         | -         | 0      | 0      | 26    | 27    |
| Гонвед                 | 1954             | 20   | 21   | -     | -     | -         | -         | 0      | 0      | 20    | 21    |
| Гонвед                 | 1955             | 26   | 18   | 6     | 4     | 4         | 3         | 0      | 0      | 36    | 25    |
| Гонвед                 | 1956             | 13   | 5    | 0     | 0     | 2         | 1         | 0      | 0      | 15    | 6     |
| Гонвед                 | 1957             | 0    | 0    | -     | -     | 0         | 0         | 0      | 0      | 0     | 0     |
| Гонвед                 | Итого            | 350  | 358  | 12    | 20    | 6         | 4         | 21     | 14     | 389   | 396   |
| Сборная Венгрии        | 1952             | -    | -    | -     | -     | -         | -         | 2      | 3      | 2     | 3     |
| Сборная Венгрии        | Итого            | 0    | 0    | 0     | 0     | 0         | 0         | 2      | 3      | 2     | 3     |
| Реал Мадрид            | 1958/59          | 24   | 21   | 5     | 2     | 5         | 2         | 0      | 0      | 34    | 25    |
| Реал Мадрид            | 1959/60          | 24   | 25   | 5     | 11    | 7         | 12        | 0      | 0      | 36    | 48    |
| Реал Мадрид            | 1960/61          | 28   | 28   | 9     | 14    | 2         | 0         | 2      | 2      | 41    | 44    |
| Реал Мадрид            | 1961/62          | 23   | 20   | 8     | 13    | 9         | 7         | 0      | 0      | 40    | 40    |
| Реал Мадрид            | 1962/63          | 30   | 26   | 7     | 4     | 2         | 0         | 0      | 0      | 39    | 30    |
| Реал Мадрид            | 1963/64          | 25   | 21   | 0     | 0     | 8         | 7         | 0      | 0      | 33    | 28    |
| Реал Мадрид            | 1964/65          | 18   | 11   | 4     | 4     | 3         | 2         | 0      | 0      | 25    | 17    |
| Реал Мадрид            | 1965/66          | 8    | 4    | 3     | 1     | 3         | 5         | 0      | 0      | 14    | 10    |
| Реал Мадрид            | Итого            | 180  | 156  | 41    | 49    | 39        | 35        | 2      | 2      | 262   | 242   |
| Всего за карьеру       | Всего за карьеру | 533  | 518  | 53    | 69    | 45        | 39        | 25     | 19     | 656   | 645   |

## Факты
- Пушкаш был абсолютно «левоногим» игроком, на вопрос: «А вы умеете бить правой?» он в шутку отвечал: «Если я ударю правой, могу завалиться на спину!»[39]
- Если защитник видел три варианта продолжения атаки, когда Пушкаш принимал мяч, можно было быть уверенным, что он примет четвёртое решение. Вот почему я считаю его величайшим игроком.Витторио Поццо
- Прозвище «галопирующий майор» Пушкаш получил вскоре после присвоения ему воинского звания.
- Испанские болельщики посвятили Пушкашу длинное стихотворение. Последние строчки в вольном переводе:

Если бы Пушкаш играл сегодня,
О, Боже!
Вместо того чтобы оплакивать его и вспоминать о его славе,
Мы бы наслаждались тем, что он делал лучше всего: его голами!
- В социалистических странах Ференц Пушкаш был объявлен персона нон грата. В 1963 году во время матча между сборной Англии и сборной мира, комментировавший этот матч Николай Озеров за всю игру ни разу не назвал фамилии Пушкаша, называя его «девятым номером»[40].

## Память
- В 2001 году именем Пушкаша был назван главный стадион Венгрии.
- В 2005 году в Фельчуте была основана Академия футбола академия Ференца Пушкаша.
- В 2009 году ФИФА начала вручать премию имени Пушкаша автору лучшего гола сезона.
- В апреле 2013 года в Будапеште установлен памятник Ференцу Пушкашу[41].
- Имя Пушкаша носят улица и школа в Кишпеште, а также будапештский паб Puskás Pancho.